# ATC (V04)
Jest to część klasyfikacji anatomiczno-terapeutyczno-chemicznej:
- V – Różne
  - V 01 – Alergeny
  - V 03 – Pozostałe środki lecznicze
  - V 04 – Środki diagnostyczne
  - V 06 – Preparaty żywieniowe
  - V 07 – Wszystkie inne preparaty nieterapeutyczne
  - V 08 – Środki cieniujące
  - V 09 – Radiofarmaceutyki diagnostyczne
  - V 10 – Radiofarmaceutyki lecznicze
  - V 20 – Opatrunki chirurgiczne

Obejmuje ona środki diagnostyczne:

## V 04 C – Inne preparaty diagnostyczne
- V 04 CA – Testy stosowane w cukrzycy
  - V 04 CA 01 – tolbutamid
  - V 04 CA 02 – glukoza
- V 04 CB – Testy do badania wchłaniania tłuszczów
  - V 04 CB 01 – koncentraty witaminy A
- V 04 CC – Testy drożności dróg żółciowych
  - V 04 CC 01 – sorbitol
  - V 04 CC 02 – siarczan magnezu
  - V 04 CC 03 – synkalid
  - V 04 CC 04 – ceruletyd
- V 04 CD – Testy czynnościowe przysadki
  - V 04 CD 01 – metyrapon
  - V 04 CD 03 – sermorelina
  - V 04 CD 04 – kortykorelina
  - V 04 CD 05 – somatorelina
  - V 04 CD 06 – macymorelina
- V 04 CE – Testy czynnościowe wątroby
  - V 04 CE 01 – galaktoza
  - V 04 CE 02 – sulfobromoftaleina
  - V 04 CE 03 – metacetyna (13C)
- V 04 CF – Preparaty stosowane w diagnostyce gruźlicy
  - V 04 CF 01 – tuberkulina
- V 04 CG – Testy wydzielania żołądkowego
  - V 04 CG 01 – Żywice jonowymienne
  - V 04 CG 02 – betazol
  - V 04 CG 03 – fosforan histaminy
  - V 04 CG 04 – pentagastryna
  - V 04 CG 05 – chlorek metylotioninium
  - V 04 CG 30 – kofeina i benzoesan sodu
- V 04 CH – Testy czynności nerek
  - V 04 CH 01 – inulina i inne polifruktozany
  - V 04 CH 02 – indygokarmin
  - V 04 CH 03 – fenolosulfonoftaleina
  - V 04 CH 04 – alzaktyd
  - V 04 CH 30 – kwas aminohipurowy
- V 04 CJ – Testy czynności tarczycy
  - V 04 CJ 01 – tyreotropina
  - V 04 CJ 02 – protyrelina
- V 04 CK – Testy czynności trzustki
  - V 04 CK 01 – sekretyna
  - V 04 CK 02 – pankreozymina (cholecystokinina)
  - V 04 CK 03 – bentyromid
- V 04 CL – Testy stosowane w chorobach alergicznych
- V 04 CM – Testy stosowane w zaburzeniach płodności
  - V 04 CM 01 – gonadorelina
- V 04 CX – Inne preparaty diagnostyczne
  - V 04 CX 01 – zieleń indocyjaninowa
  - V 04 CX 02 – kwas foliowy
  - V 04 CX 03 – matacholina
  - V 04 CX 04 – mannitol
  - V 04 CX 05 – mocznik (13C)
  - V 04 CX 06 – heksaminolewulinian
  - V 04 CX 07 – edrofonium
  - V 04 CX 08 – tlenek węgla
  - V 04 CX 09 – błękit patentowy V
  - V 04 CX 10 – pafolacjanina
  - V 04 CX 11 – chlorek litu